# Бергенгаузен
Бергенгаузен (нім. Bergenhausen) — громада в Німеччині, розташована в землі Рейнланд-Пфальц. Входить до складу району Рейн-Гунсрюк. Складова частина об'єднання громад Зіммерн.
Площа — 2,68 км2. Населення становить 120 ос. (станом на 31 грудня 2020).